# Friedrich-Gundolf-Preis
Der Friedrich-Gundolf-Preis für die Vermittlung deutscher Kultur im Ausland wurde 1964 von der Deutschen Akademie für Sprache und Dichtung gestiftet. Die Auszeichnung wird jährlich verliehen, und zwar ebenso wie der Johann-Heinrich-Voß-Preis für Übersetzung im Rahmen der Frühjahrstagung der Akademie. Seit 2013 ist der Preis mit 15.000 Euro dotiert; im Jahr 2023 beträgt die Dotierung 20.000 Euro.
Der Preis erinnert an den Dichter und Literaturwissenschaftler Friedrich Gundolf (1880–1931). Bis 1989 hieß er Friedrich-Gundolf-Preis für Germanistik im Ausland und wurde nur an Vertreter ausländischer Hochschulen verliehen. Mit der Umbenennung sollte auch die Anerkennung von Vermittlung deutscher Kultur außerhalb von Universitäten möglich gemacht werden.
Die Jury hat eine Amtszeit von drei Jahren; 2017 bestand sie aus Günter Blamberger, László F. Földényi, Daniel Göske, Claire de Oliveira, Marisa Siguan, Irène Heidelberger-Leonard und Leszek Żyliński.

## Preisträger
- 1964: Robert Minder
- 1965: Frederick Norman
- 1966: Victor Lange
- 1967: Eudo C. Mason
- 1968: Oskar Seidlin
- 1969: Eduard Goldstücker
- 1970: Erik Lunding
- 1971: Zoran Konstantinović
- 1972: Ladislao Mittner
- 1973: Gustav Korlén
- 1974: Herman Meyer
- 1975: Elizabeth M. Wilkinson
- 1976: Marian Szyrocki
- 1977: Franz H. Mautner
- 1978: Claude David
- 1979: Zdenko Skreb
- 1980: Lew Kopelew
- 1981: Leonard Forster
- 1982: Tomio Tezuka
- 1983: Jean Fourquet
- 1984: Stuart Atkins
- 1985: Mazzino Montinari
- 1986: Siegbert S. Prawer
- 1987: Viktor Žmegač
- 1988: Feng Zhi
- 1989: Leslie Bodi
- 1990: Konstantin Asadowski
- 1991: Giorgio Strehler
- 1992: Emil Skala
- 1993: Patrice Chéreau
- 1994: Helen Wolff
- 1995: Philippe Lacoue-Labarthe
- 1996: Volkmar Sander
- 1997: Imre Kertész
- 1998: Shulamit Volkov
- 1999: Thomas von Vegesack
- 2000: Ryszard Krynicki
- 2001: Fuad Rifka
- 2002: Massimo Cacciari
- 2003: Per Øhrgaard
- 2004: Isidor Levin
- 2005: László F. Földényi
- 2006: Kim Kwang-Kyu
- 2007: Nora Iuga
- 2008: Jurko Prochasko
- 2009: Nicholas Boyle
- 2010: Şara Sayın
- 2011: Feliu Formosa
- 2012: Bernard Lortholary
- 2013: Mati Sirkel
- 2014: Drinka Gojković
- 2015: Neil MacGregor
- 2016: Hubert Orłowski[3]
- 2017: László Márton[4]
- 2018: Miguel Sáenz
- 2019: Paul Michael Lützeler
- 2020: Tatjana Baskakowa
- 2021: Khalid Al-Maaly
- 2022: Alison Lewis
- 2023: Mashid Mirmoezi
- 2024: Petro Rychlo